# Nicotiana sect. Petunioides
Nicotiana sect. Petunioides ist eine Sektion der Gattung Tabak (Nicotiana). Zu ihr werden acht Arten gezählt.

## Beschreibung
Die Arten der Sektion Petunioides sind einjährige, krautige Pflanzen, die an der Basis leicht verholzen können. Die Laubblätter sind gestielt oder im oberen Bereich der Pflanze auch geflügelt-gestielt und klebrig behaart.
Die Blütenstände sind Scheinrispen, lockere Trauben oder kugelförmige Büschel. Die Blüten öffnen sich am Abend, welken aber während des Tages kaum. Die Krone ist radiärsymmetrisch oder nur leicht zygomorph, stieltellerförmig und weiß gefärbt, die Außenseite der Kronröhre ist grünlich oder etwas purpurn. Die Kronzipfel sind spitz. Die Staubblätter sind innerhalb einer Blüte ungleich lang, setzen jedoch auf der gleichen Höhe nahe oder unterhalb der Mitte des röhrenförmigen Teils der Krone an.
Die Chromosomenzahl beträgt n=12.

## Verbreitung
Die Arten sind vom Südwesten der Vereinigten Staaten bis nach Südamerika verbreitet.

## Systematik
Zur Sektion Petunioides werden folgende Arten gezählt:
- Nicotiana acuminata (Graham) Hook.
- Nicotiana attenuata Torrey ex S. Watson
- Nicotiana corymbosa J. Rémy
- Nicotiana linearis Phil
- Nicotiana longibracteata Phil.
- Nicotiana miersii J. Rémy
- Nicotiana pauciflora J. Rémy
- Nicotiana spegazzinii Millán

## Botanische Geschichte
Die Sektion Petunioides wurde erstmals 1838 von George Don junior als eine von vier Sektionen der Gattung Nicotiana aufgestellt. Sie beinhaltete alle Arten mit weißen, stieltellerförmigen Blüten. Von den heute zur Sektion gezählten Arten, wird von ihm nur Nicotiana acuminata aufgeführt, weiterhin Vertreter der Sektionen Suaveolentes (Nicotiana suaveolens), Alatae (Nicotiana longiflora, Nicotiana plumbaginifolia und Nicotiana bonariensis), Noctiflorae (Nicotiana noctiflora) und Nicotiana sect. Repandae (Nicotiana repanda). Weiterhin werden von ihm Arten aufgezählt, die heute entweder Synonyme anderer akzeptierter Artnamen sind, oder deren Artkonzept unzureichend bekannt ist. Dies sind Nicotiana vincaeflora, Nicotiana persica, Nicotiana angustifolia, Nicotiana dilatata und Nicotiana viscosa.
Nachdem 1852 Michel Félix Dunal die Gattung in nur zwei Sektionen teilte und dabei einer Gruppe Petunioides ohne Rang innerhalb seiner Sektion Didicli insgesamt 23 Arten zuordnete, nahm Richard Wettstein im Jahr 1895 die Einteilung Dons wieder auf, ordnete jedoch die Arten der Sektion Polydiclia nach Don in die Sektion Petunioides ein. Der heutige Umfang der Sektion wurde erstmals von Thomas Harper Goodspeed zusammengestellt, er veröffentlichte 1945 jedoch den Namen Acuminatae für die Sektion und benutzt diesen auch in seiner 1954 erschienenen Monographie zur Gattung Nicotiana. Priorität nach dem Internationalen Code der Nomenklatur für Algen, Pilze und Pflanzen (ICBN) hat jedoch der Name Petunioides nach George Don junior.

## Nachweise
1. 1 2 3 4 5 6 7  Sandra Knapp, Mark W. Chase und James J. Clarkson: Nomenclatural changes and a new sectional classification in Nicotiana (Solanaceae). In: Taxon, Band 53, Nummer 1, Februar 2004. S. 73–82.
2. 1 2 3  T. H. Goodspeed, H.-M. Wheeler und P.C. Hutchinson: Section Acuminatae, Taxonomic Treatment In: Thomas Harper Goodspeed (Hrsg.): The Genus Nicotiana: Origins, Relationships and Evolution of its Species in the Light of their Distribution, Morphology and Cytogenics, 1954. Nachdruck von A.J. Reprints Agency, Neu-Delhi, Indien, 1982. S. 421–425.
3. ↑  George Don junior: Nicotiana. In: A General History Of the Dichlamydeos Plants, Band 4, J.G. and F. Rivington, London, 1838. S. 462–467. doi:10.5962/bhl.title.21964
4. ↑  Michél Felix Dunal: XLVIII: Nicotiana. In: A. P. de Candolle (Hrsg.): Prodromus Systematis Naturalis Regni Vegetabilis, Band 13, Teil 1: Michél Felix Dunal: Solanaceae, Victor Masson, Paris, 1852. S. 556–572. doi:10.5962/bhl.title.286
5. ↑  Richard von Wettstein: Solanaceae. In: A. Engler und K. Prantl (Hrsg.): Die natürlichen Pflanzenfamilien, Teil 4, Abteilung 3b, Wilhelm Engelmann, Leipzig, 1895.